# Шведские добровольцы в Персии
Шведские добровольцы в Персии (швед. Svenska frivilliga i Persien) — небольшая группа шведских офицеров-добровольцев, дислоцированных в Персии в периоде с 1911 по 1916 гг, для организации иранской жандармерии для борьбы с повстанцами.

## Предыстория
В начале 1900-х годов Персия была довольно нестабильной, что затрудняло проезд по дорогам из-за частых набегов повстанцев. Из-за этого (а также опасаясь британского вмешательства) персидское правительство искало нейтральную державу, которая могла бы помочь модернизировать и создать жандармерию, способную бороться с повстанцами. Швеция была признана подходящей для выполнения этой задачи и в 1911 году первые военные офицеры были направлены под командованием подполковника Харальда Ялмарссона в 1911 году.

## 1911—1914

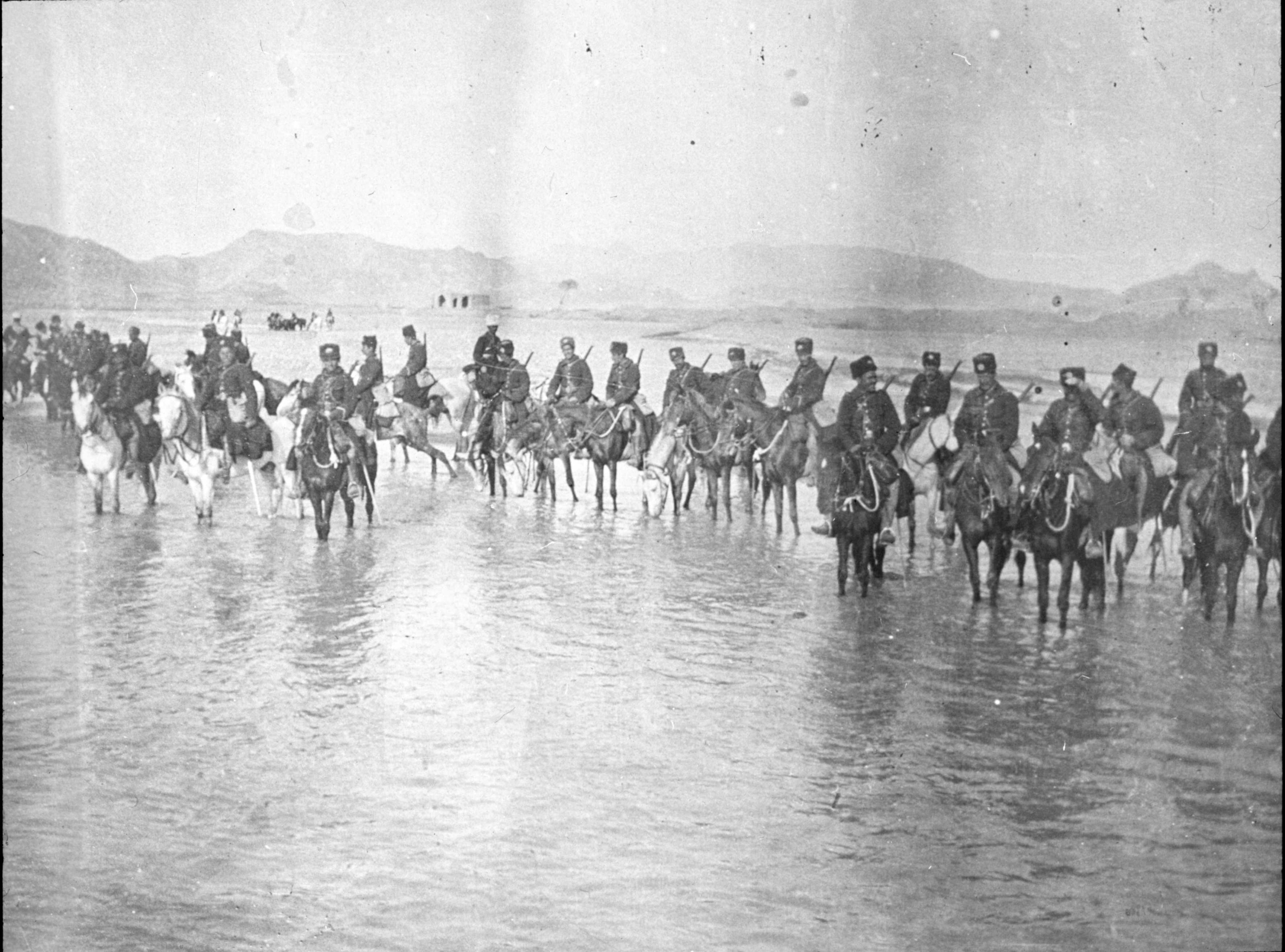
Жандармы переходят реку во время Ширазской экспедиции

Жандармам было поручено патрулировать около 1700 км дорог, и их число неуклонно росло. У них было несколько стычек с повстанцами, в которых они в основном побеждали, при этом убив местного вождя. Самые кровопролитные сражения произошли в Казеруне в 1914 году, когда несколько жандармов погибли, сражаясь под командованием Йосефа Пусетта (который был ранен, сражаясь с повстанцами в Тегеране). Шведы также провели несколько экспедиций по всей Персии, таких как Экспедиция в Боруджерд и Экспедиция в Шираз. Несмотря на то, что сражения были кровопролитными и шведские офицеры подвергались серьезному риску смерти в Персии, многие решили остаться в жандармерии, которые были привлечены более высокой оплатой труда и возможностями, чем в Швеции.

## 1914—1916
Великобритания и Россия решили вторгнуться в Персию в 1914 году в начале Первой мировой войны. Мнения шведов отражали те, которые были популярны на родине, а именно, что они были прогермански настроены. Шведские офицеры решили помочь персам и участвовали в многочисленных сражениях с союзниками, включая Керманшахскую операцию, Британскую оккупацию Бушера и Битву при Робат Кариме. Поэтому в 1915 году русские и британцы оказали давление на Швецию, чтобы та отозвала своих офицеров. Шведское правительство подчинилось и начало неуклонно отзывать своих развернутых офицеров обратно. Однако боевые действия с союзниками не помешали борьбе с повстанцами. Несколько шведов и персов погибли в боях с повстанцами между 1914 и 1916 годами.

## Последствия
После того, как Швеция решила отозвать своих солдат, 5 шведских офицеров, которые были прогермански настроены, решили остаться служить добровольцами в Германской императорской армии, а руководство Персидской жандармерии оставалось шведским до 1921 года. Шведские офицеры в Персии внесли большой вклад в модернизацию и формирование жандармерии, хотя ранее возглавляемая Швецией жандармерия прекратила свое существование после ее объединения с Шахрбани в 1992 году.